# Аб'єй (регіон)

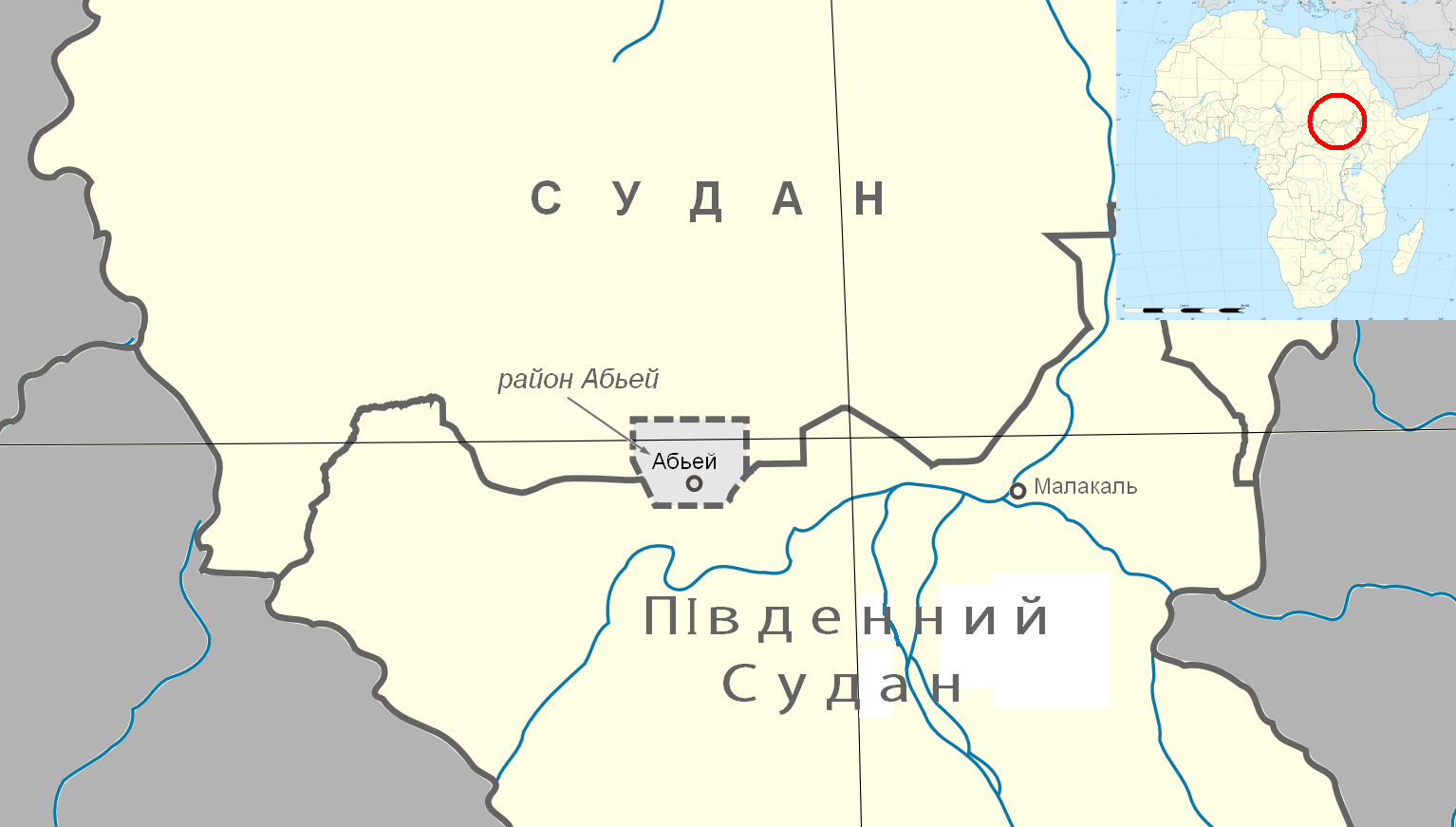

Аб'єй (араб. أبيي) — регіон з площею 10 460 квадратних кілометрів (4039 квадратних миль) в Судані, якому наданий «особливий адміністративний статус» в 2004 році Протоколом щодо врегулювання Аб'єйського конфлікту (Аб'єйським протоколом), яким закінчилася Друга суданська громадянська війна. Столицею району є однойменне місто — Аб'єй.
Регіон має багаті запаси нафти. На цю територію претендує Південний Судан з дня проголошення незалежності 27 червня 2011, але зараз вона знаходиться під контролем уряду Судану. У регіон введені миротворчі війська ООН, 15 липня 2015 Рада Безпеки ООН продовжила на пів року їх перебування. Серед миротворчого персоналу є направленні з України